# III. Senuda kopt pápa
III. Senuda alexandriai pápa (kopt nyelven: Ⲡⲁⲡⲁ Ⲁⲃⲃⲁ Ϣⲉⲛⲟⲩϯ ⲡⲓⲙⲁϩ ϣⲟⲩⲙⲧ; arabul: بابا الإسكندرية شنودة الثالث; egyszerűsített egyiptomi arab nyelven: البابا شنودة; Nazír Gajed Rufail néven született, Aszjum, 1923. augusztus 3. – Kairó, 2012. március 17.) Ő volt az alexandriai kopt ortodox egyház 117. vezetője 1971-től 2012-ig. Teljes címe: őszentsége Alexandria pápája és egész Afrika patriarchája, Szent Márk evangélista szent apostoli trónján.

## Élete
Nyolcgyermekes kopt keresztény család legkisebb gyermekeként született. Tanulmányait a kairói egyetemen valamint a kopt ortodox szemináriumban végezte. Már fiatal korában sokoldalú oktatói tevékenységet végzett, vallási ismereteken túl angol nyelvet is tanított. Kötelező katonai szolgálatát követően tiszt lett az egyiptomi hadseregben, abban az időszakban, amikor a hadseregben szerveződött a későbbi arab radikalizmus vezetése. Gamal Abden-Nasszer, a pánarab nacionalizmus majdani megtestesítője volt az egyiptomi Szabad Tisztek mozgalmának vezetője. Ennek volt tagja Anvar Szadat, akivel komoly konfliktusba került a későbbi pápa. Vele egy időben volt fiatal katonatiszt Hoszni Mubárak volt egyiptomi elnök is.
Harmincegy éves korában kilépett a világi életből, és bevonult az észak-egyiptomi Vádi el-Natrun egyik kopt monostorába, azon a vidéken, ahol a 3. század környékén elkezdődött a keresztény szerzetesi élet, a remetemozgalom. A Szíriai Antoniosz szerzetesi nevet vette fel. Két évvel később a rendházból is kiköltözött, és hat évet töltött aszkéta remeteként egy barlangban.
Már 1959-ben pápává jelölték, de ekkor még egy másik szerzetest, a későbbi VI. Kirilloszt választották meg. Ő nevezte ki Antoniosz atyát püspökké, egyben a felügyeletére bízta a vallási nevelés ügyeit az egyházban. Püspökként vette fel a Senuda nevet, amit két korábbi pápa is viselt, a 9. illetve a 11. században. Kirillosz halála után újra jelölték pápává, és végül a három jelöltből sorshúzással őt választották meg 1971. november 14-én.

## Munkássága
A pápa egész életében sokat írt, szerkesztett és tanított. Élete végéig főszerkesztője volt egy arab nyelvű folyóiratnak. Több mint száz könyvet írt. Fiatal katonatiszt korában verseket is írt. Egyházfőként is tanított a kopt teológián.
Pápaságának négy évtizede alatt a kopt egyház megerősödött Egyiptomban és külföldön egyaránt. Senuda találkozott először kopt vallási vezetőként a római katolikus egyház fejével, akkor VI. Pál pápával. Szorgalmazta a párbeszédet az iszlámmal is, de határozottan fellépett a muzulmán fundamentalizmus és erőszak ellen.
Diplomatikus módon oldott meg több, az egyházon belüli válságot is. Békésen elrendezte az etióp egyház kiválását a kopt patriarchátusból, majd az eritreai egyház függetlenedését is. Több püspökséget, papi szemináriumot, sőt monostort is alapított Afrikán kívül is, valamennyi kontinensen. Sok nem egyiptomi származású új tagja is lett a kopt ortodoxiának pápasága évtizedeiben.
Élete végén vesebetegségben és diabéteszben szenvedett, 88 éves korában hunyt el hosszabb betegeskedés után.

## Magyar vonatkozás
III. Senuda alexandriai pápa Magyarországon 1996-ban járt először, szerzetesként látogatott Pannonhalmára. Majd 2011. augusztus 18-án jött ismét hazánkba, hogy felszentelje egyháza első magyarországi templomát Budapesten, a XVIII. kerületi Selmecbánya utcában. 2011. augusztus 19-én a Pázmány Péter Katolikus Egyetem ünnepi ülésén díszdoktorrá avatták. A kopt pápa az intézmény bölcsészettudományi karának oklevelét Erdő Péter bíborostól, az egyetem nagykancellárjától és Fodor György pápai káplán rektortól vette át.